# French Gulch
French Gulch es un lugar designado por el censo ubicado en el condado de Shasta en el estado estadounidense de California. En el año 2000 tenía una población de 254 habitantes y una densidad poblacional de 7.9 personas por km².

## Geografía
French Gulch se encuentra ubicado en las coordenadas 40°42′19″N 122°38′7″O / 40.70528, -122.63528. Según la Oficina del Censo, la ciudad tiene un área total de 32 km² (12,4 mi²), de la cual 32 km² (12,4 mi²) es tierra y 0 km² (0 mi²) (0%) es agua.

## Demografía
Según la Oficina del Censo en 2000 los ingresos medios por hogar en la localidad eran de $27,083, y los ingresos medios por familia eran $31,250. Los hombres tenían unos ingresos medios de $41,250 frente a los $33,750 para las mujeres. La renta per cápita para la localidad era de $11,943. Alrededor del 24.3% de la población estaban por debajo del umbral de pobreza.